# Ivan Kitonić
Ivan Kitonić (Kostajnica, 1561. – Varaždin, 20. prosinca 1619.) je bio poznati hrvatski odvjetnik i pravnički pisac.

## Životopis
Rodio se je u Kostajnici 1561. godine. Nakon što je svršio nauke, nastanio se u Ugarskoj, gdje je stekao veliki imetak. Ondje je došao u probleme jer je bio katolik, u vremenu kad je mađarsko plemstvo i građanstvo masovno prišlo k protestantizmu kao nečemu domoljubnom, naprotiv katolicizmu. Vođa mađarskog plemstva Bočkaj mu je kao katoliku, oduzeo sve njegove nekretnine, a onda ga protjerao iz zemlje. 
Kitonić se je sklonio u Varaždin. Varaždinci su ga lijepo primili, znajući njegove vrsne pravničke sposobnosti koje će im dobro doći u sporovima s Tomom Erdedijem. Tako se je proslavio u parnicama varoške obćine s Tomom Erdedijem.
Grad se pobrinuo imovinski osigurati svog pravnog savjetnika, pa je za mu nadoknaditi oduzeto u Mađarskoj, varoška općina poklonila mu je u gradu jednu drvenu kuću s 4 sobe i nuzprostorijama, zatim 4 rali zemlje oranice i varoški vinograd na brdu Osredku. I na kraju, varoško mu je vijeće dalo čast građansku. 
Kad se je rektor Ugarsko-ilirskog (hrvatskog)  kolegija u Bologni Baltazar Dvorničić Napuly vratio u Zagreb, posvetio se je građanskom pravu zajedno sa svojim prijateljima Gašparom Petričevićem i Ivanom Kitonićem. Plod njihove suradnje se vidi u djelu "Methodica Processum Directio" (1590.) koje je sastavio kao rektor kolegija u Bologni. Spomenuto djelo je 1619. godine izdao Ivan Kitonić uz malu promjenu naslova, ne spominjući Baltazara Dvorničića Napulya.
Kitonićevo se pravničko umijeće i sposobnost pročulo te je glas došao do izabranih predstavnika hrvatskih staleža. Tako su ga 1605. poslali kao delegata na ugarski sabor, a 1606. u Beč na pregovore zastupati Hrvatsku, zajedno s podbanom Mrnjavčevićem, da u ime kraljevine Hrvatske pregovara s Bočkajem na mirovnim pregovorima, braneći Hrvatsku u pogledu ravnopravnosti s Ugarskom. 
Kralje Rudolf je otezao s pregovorima, zbog čega se zavadio s bratom, nadvojvodom Matijem. Kad se uočilo da kralj ne haje za državne poslove i da mu je duševno stanje nepovoljno, prisilio ga Marija da mu preda vladu u ruke, nakon čega je bio 1608. okrunjen ugarsko-hrvatskim kraljem. Na krunidbi u Požunu zastupnik je grada Varaždina bio Ivana Kitonića, koji je tamo kao nuncij (poslanik) u ime grada Varaždina izrazio kralju Matiji čestitku, i prema starom običaju, da se prigodom krunjenja dade kralju kakav dar, predao u to ime 312 ugarskih dukata, koju svotu sabraše sami gradjani.
1609. je Kitonić imenovan kraljevskim odvjetnikom. Svoje je znanje pružio i zagrebačkom kaptolu. To se vidi što mu je kaptol dao na ućivanje predij Tuhovec i Okonec kod Varaždinskih Toplica. 
Umro je u Varaždinu 20. prosinca 1619. godine.

## Djela
Poznata su mu pravnička djela, tiskana u Trnavi 1619.: 
- Directio methodica processus judiciarii juriš consueta dinaru inclvti regni Hungariae
- Centuria certarum contradictatum et dubietatum, 1619.

Djela su doživjela više izdanja.